# Кармін (Шамотульський повіт)
Кармін (пол. Karmin) — село в Польщі, у гміні Пневи Шамотульського повіту Великопольського воєводства.
Населення — 155 осіб (2011).
У 1975-1998 роках село належало до Познанського воєводства.

## Демографія
Демографічна структура станом на 31 березня 2011 року:
|          | Загалом | Допрацездатний вік | Працездатний вік | Постпрацездатний вік |
| -------- | ------- | ------------------ | ---------------- | -------------------- |
| Чоловіки | 84      | 31                 | 49               | 4                    |
| Жінки    | 71      | 15                 | 44               | 12                   |
| Разом    | 155     | 46                 | 93               | 16                   |